# Балахнинское городское поселение
Балахнинское муниципальное образование — муниципальное образование со статусом городского поселения в 
Бодайбинском районе Иркутской области России. 
Административный центр — посёлок Балахнинский.

## Население
| 2010  | 2011  | 2012  | 2013  | 2014  | 2015  | 2016  |
| ----- | ----- | ----- | ----- | ----- | ----- | ----- |
| 1478  | ↘1470 | ↘1377 | ↘1340 | ↘1277 | ↘1234 | ↘1191 |
| 2017  | 2021  |       |       |       |       |       |
| ↘1143 | ↘978  |       |       |       |       |       |

По результатам Всероссийской переписи населения 2010 года 
численность населения муниципального образования составила 1478 человек, в том числе 724 мужчины и 754 женщины.

## Населённые пункты
В состав городского поселения входят населённые пункты:
| № | Населённый пункт | Тип                   | Население |
| - | ---------------- | --------------------- | --------- |
| 1 | Балахнинский     | рабочий посёлок (пгт) | ↘925      |
| 2 | Васильевский     | посёлок               | ↘134      |
| 3 | Кяхтинский       | посёлок               | ↘21       |